# Glossoptilus
Glossoptilus is een monotypisch geslacht van vogels uit de familie Psittaculidae (papegaaien van de Oude Wereld) en de groep van de lori's. De enige soort:
- Glossoptilus goldiei  – Viooltjeslori